# Aihanexun
Aihanexun ist ein Ortsteil der osttimoresischen Landeshauptstadt Dili. Er liegt im Norden der Aldeia Rai Cuac (Suco Lahane Ocidental, Verwaltungsamt Vera Cruz, Gemeinde Dili) an der Rua 10 de Junho, die von Lahane im Norden nach Dare und  Laulara im Süden führt. Die Häuser verteilen sich weitgehend an dieser Straße. Ansonsten ist die Besiedlung eher locker und dünn. Trotz der relativen Nähe zum Meer liegt der Ortsteil bereits auf einer Meereshöhe von 280 m.